# Vertrag mit Schutzwirkung zugunsten Dritter
Der Vertrag mit Schutzwirkung zugunsten Dritter (abgekürzt VSD) stellt einen Sonderfall des Vertrages zugunsten Dritter dar. Im Gegensatz zu Letzterem hat ein Dritter grundsätzlich keine eigenen Ansprüche gegen den Schuldner, sondern ist lediglich vom Schutzbereich des Vertrages umfasst. Nach überwiegender Auffassung wird er als Unterfall des § 328 BGB gesehen. Die Vertragsgestaltung bildet aufgrund ihrer Konzeption eine Ausnahme zum Grundsatz der Relativität der Schuldverhältnisse.

## Allgemeines
Ausgangspunkt ist das Bestehen eines Schuldverhältnisses, das eine Schutzwirkung zugunsten dritter Personen entfalten kann. Der Gläubiger ist Versprechensempfänger und der Schuldner Versprechender. Die Parteien vereinbaren aber nicht wie beim Vertrag zugunsten Dritter, dass an einen Dritten geleistet werden soll, sondern lediglich, dass ein Dritter in den Schutzbereich des Vertrages einbezogen werden soll. Das Schutzbedürfnis des Dritten kann aus Sorgfaltspflichten resultieren, die wiederum den Vertrag tangieren und weshalb Erstreckungsschutz geboten ist.
Die damit verbundene Erweiterung der vertraglichen Verantwortlichkeit kann als besondere Ausgestaltung der inter partes-Wirkung bei der Anwendung relativer Rechte gelten. Wie die Drittschadensliquidation ist auch der Vertrag mit Schutzwirkung zugunsten Dritter ein Billigkeitsinstitut der Rechtsprechung und kein eigener Anspruch. Notwendig ist die Billigkeitsrechtsprechung in bestimmten Konstellationen, weil das Deliktsrecht häufig keinen hinreichenden Schutz bietet und der geschädigte und schutzwürdige Dritte deshalb vertraglichen Einbezug verdient. Zwar hat der Dritte keine eigenen Primäransprüche, gleichwohl können ihm auf sekundärer Ebene Schadensersatzansprüche zustehen. Anwendbar ist die Vertragsform zudem auf vorvertragliche Schuldverhältnisse wie die c.i.c., gemäß § 311 Abs. 2 in Verbindung mit § 280 Abs. 1 in Verbindung mit § 241 Abs. 2 BGB.
Um letztlich den Einbezug rechtfertigen zu können, bedarf es der „Leistungsnähe“ des Dritten zu den Vertragsparteien. Er muss mit der vom Schuldner zu erbringenden Leistung bestimmungsgemäß in der gleichen Weise in Berührung kommen wie der Gläubiger. Der Gläubiger seinerseits muss ein „berechtigtes Interesse“ am Schutz des Dritten haben. Gegeben ist ein solches Interesse insbesondere im Zusammenhang mit Fürsorgepflichten. Anzusiedeln sind sie zumeist im Familien- (§§ 1297 bis 1921 BGB) beziehungsweise Arbeitsrecht (§§ 617 bis 619 BGB). Für beide Vertragsparteien (Schuldner und Gläubiger) muss „zum Zeitpunkt des Vertragsschlusses bereits erkennbar“ gewesen sein, dass es einen Dritten zu schützen gilt.

## Rechtsgrundlage
Die Herleitung der Rechtsgrundlage für den Vertrag mit Schutzwirkung zugunsten Dritter ist – auch in historischer Dimension – streitig, wenngleich die Ansätze zu gleichen Ergebnissen führen.
Die Rechtsprechung und Teile der Literatur folgen einer ergänzenden Auslegung des § 328 Absatz 1 BGB, der den Vertrag zugunsten Dritter regelt.
Ein anderer Teil der Literatur zieht über § 242 die Grundsätze von Treu und Glauben heran. Seit Erlass des Schuldrechtsmodernisierungsgesetzes wird auch § 311 Absatz 3 Satz 1 BGB herangezogen.